# Гней Домиций Агенобарб (консул 192 года до н. э.)
Гней Домиций Агенобарб (лат. Gnaeus Domitius Ahenobarbus; III—II века до н. э.) — римский военачальник и политический деятель из плебейского рода Домициев, консул 192 года до н. э.

## Происхождение
Гней Домиций принадлежал к плебейскому роду, который позже, во времена Августа, был включён в состав патрициата. Согласно легенде, рассказанной Светонием, первый представитель этого рода однажды встретил «юношей-близнецов божественного вида», которые приказали ему сообщить римлянам о победе, одержанной на войне. «А в доказательство своей божественной силы они коснулись его щёк, и волосы на них из чёрных стали рыжими, медного цвета». Этот Домиций получил прозвище Агенобарб (Ahenobarbus, «рыжебородый»), ставшее когноменом для его потомков. Гней Домиций был его правнуком; об отце и деде Гнея известно только то, что они носили преномен Луций.

## Биография
Первые упоминания о Гнее Домиции в источниках относятся к 200 году до н. э., когда он занимал должность монетария. В 196 году Агенобарб был плебейским эдилом. Вместе с коллегой, Гаем Скрибонием Курионом, он привлёк к суду ряд откупщиков общественных пастбищ; трое из них были осуждены, и на деньги, выплаченные ими в качестве штрафа, эдилы построили храм на острове Фавна. В 194 году Гней Домиций был городским претором. В этом качестве он освятил построенный им храм; предположительно тогда же имела место история, рассказанная Плинием Старшим: Агенобарб лишил некую матрону приданого из-за её чрезмерного пристрастия к вину.
В 192 году до н. э. Гней Домиций стал консулом (первый из своего рода). Поскольку существовала угроза войны с Антиохом III, сенат долгое время удерживал Агенобарба в Риме; позже консул двинулся на север, на войну с галльским племенем бойев. В источниках существуют две взаимоисключающие версии последующих событий: либо в этой войне командовали оба консула (коллегой Гнея Домиция был патриций Луций Квинкций Фламинин), либо только Агенобарб. В любом случае бойи был замирены, и Гней Домиций оставался в Цизальпийской Галлии в течение следующего года с полномочиями проконсула.
В 190 году до н. э. Агенобарб участвовал в Антиоховой войне в качестве легата. Формально римской армией, переправившейся с Балкан в Малую Азию, командовал Луций Корнелий Сципион, а фактически — его старший брат Публий Корнелий Сципион Африканский. Но последний накануне решающей битвы при Магнезии серьёзно заболел; согласно Аппиану, он дал брату Гнея Домиция в качестве советника, и в дальнейшем Аппиан говорит об Агенобарбе как о командующем армией.
В самом начале сражения римляне остановили наступление вражеской фаланги и добились успеха на правом фланге, в то время как на левом противник прорвался до их лагеря. Антиох, узнав о разгроме своего левого крыла, бежал, и в результате римляне одержали полную победу. Тем не менее британский учёный Б. Лиддел Гарт пишет, что, судя по тому, как шла битва, римлянам «явно не хватало тактического мастерства Сципиона Африканского».
Во время Третьей Македонской войны сенат направил на Балканы трёх легатов, которые должны были заниматься разведкой и обеспечением римской армии всем необходимым. В их числе Ливий называет Гнея Домиция Агенобарба; большинство историков считает, что речь о сыне консула 192 года до н. э., но существует гипотеза, что это был Гней-старший.

## Потомки
У Гнея Домиция был сын того же имени, консул-суффект 162 года до н. э.